# 西海市立西彼中学校
西海市立西彼中学校（さいかいしりつ せいひちゅうがっこう, Saikai City Seihi Junior High School）は、長崎県西海市西彼町喰場（じきば）郷にある公立中学校。略称は「西彼中」（せいひちゅう）。

## 概要
歴史
1971年（昭和46年）4月に、当時の西彼町内の以下の中学校2校を統合して開校した。2011年（平成23年）に創立（統合）40周年を迎えた。
- 西彼町立大串中学校（おおぐし）- 西彼町北部（西彼町八木原郷2050番13号北緯33度0分59.7秒 東経129度43分57.7秒）
- 西彼町立亀岳中学校（かめだけ）- 西彼町南部（西彼町上岳郷300番地北緯32度59分16.6秒 東経129度46分30.3秒）

校訓
「自主・創造・敬愛」- 1994年（平成6年）に制定。
校章
1972年（昭和47年）に制定。茶の葉3枚と西彼（Seihi）の頭文字の「S」を組み合わせたものを背景にして、中央に「中」の文字を置いている。
校歌
1974年（昭和49年）に制定。作詞は田島日露記、作曲は深町一郎による。歌詞は3番まであり、各番に校名の「西彼中学校」が登場する。
校区
住所表記で西海市の後に西彼町が続く地域。
- 西海市立西彼北小学校区（伊ノ浦郷、小迎郷、八木原郷（上白浜地区の一部を除く））
- 西海市立大串小学校区（大串郷、平山郷、鳥加郷、八木原郷（上白浜地区の一部）、喰場郷（中ノ島地区の一部））
- 西海市立ときわ台小学校区（旧・亀岳小学校・白仁田小学校）（白崎郷、下岳郷、喰場郷（中ノ島地区の一部を除く）、上岳郷、亀浦郷、宮浦郷、中山郷、平原郷、白似田郷、風早郷）

## 沿革
前史・大串中学校
- 1947年（昭和22年）
  - 4月1日 - 学制改革（六・三制の実施）が行われる。
    - 大串村大串国民学校の初等科（6年制）が改組され、「大串村立大串小学校」が発足。
    - 大串村大串国民学校の高等科（2年制）と大串青年学校の普通科が改組され、「大串村立大串中学校」（新制中学校）が発足。
      - 大串小学校の校舎一部（2教室）と大串青年学校校舎を仮校舎として暫定的に使用する。初年度の中学校生徒数は254名。
- 1948年（昭和23年）9月 - 中学校新校舎が完成。
- 1950年（昭和25年）
  - 2月 - 小学校第二棟校舎（3教室）と中学校校舎3教室を交換して使用する。
  - 3月 - 講堂が完成。
- 1952年（昭和25年）2月 - 工作室が完成。
- 1956年（昭和31年）11月 - 茶園を設置。
- 1960年（昭和35年）4月 - 小学校が校舎を新築し移転（大串村立南小学校に改称）したため、旧・大串小学校校舎4教室の使用を開始。
- 1961年（昭和36年）6月29日 - 大串村と亀岳村が合併し、西彼村が発足したことにより、「西彼村立大串中学校」に改称。
- 1962年（昭和37年）4月 - 大串村立南小学校八木原分室の廃止に伴い、旧・大串小学校校舎の全面使用を開始。
- 1963年（昭和38年）
  - 4月 - 1940年（昭和15年）建築の旧・小学校第4棟校舎を改築し、技術室とする。
  - 11月 - 1949年（昭和24年）建築の旧・小学校第4棟校舎一部を改築し、美術室と音楽室を設置。脱脂粉乳給食を開始。
- 1964年（昭和39年）12月 - ブラスバンドを結成。
- 1965年（昭和40年）
- 1967年（昭和42年）9月 - 西彼町立学校給食共同調理場[4]が完成し、センター方式による完全給食を開始。
- 1969年（昭和44年）1月1日 - 町制施行により、「西彼町立大串中学校」に改称。
- 1971年（昭和46年）
  - 3月31日 - 西彼町立大串中学校との統合（西彼町立西彼中学校の新設）により閉校。
  - 4月1日 - 統合新校舎が完成するまでの間、「西彼町立西彼中学校 大串校舎」として校舎の使用を継続。

前史・亀岳中学校
- 1947年（昭和22年）
  - 4月1日 - 学制改革（六・三制の実施）が行われる。
    - 亀岳村亀岳国民学校の初等科（6年制）が改組され、「亀岳村立亀岳小学校」が発足。
    - 亀岳村亀岳国民学校の高等科（2年制）と亀岳青年学校の普通科が改組され、「亀岳村立亀岳中学校」（新制中学校）が発足。
      - 下岳郷2118番地にあった亀岳小学校の校舎一部と亀岳青年学校校舎を仮校舎として暫定的に使用する。初年度の中学校生徒数は248名。
- 1949年（昭和24年）
  - 6月 - 長崎県立大村高等学校農業部の亀岳分校（昼間定時制, 4年制, 農業科・農村家庭科の2学科）が併設される。
  - 7月 - 中学校新校舎（木造2棟）が上岳郷300番地[1]に完成。
  - 9月 - 新校舎への移転を完了。小学校との併設を解消。
- 1951年（昭和26年）4月1日 - 併設の分校が、移管により「長崎県立大村農業高等学校亀岳分校」に改称。
- 1955年（昭和30年）4月1日 - 併設の分校が、「長崎県立大村園芸高等学校 琴海分校 亀岳教室」に改称。
- 1956年（昭和31年）4月 - 亀岳教室の新校舎が完成・移転[5]。これにより高校分校との併設を解消。
- 1959年（昭和34年）10月 - 体育館が完成。
- 1961年（昭和36年）6月29日 - 亀岳村と大串村が合併し、西彼村が発足したことにより、「西彼村立亀岳中学校」に改称。
- 1962年（昭和37年）1月 - 新校舎が完成。
- 1963年（昭和38年）11月 - 脱脂粉乳給食を開始。
- 1964年（昭和39年）3月 - 校歌を制定。
- 1965年（昭和40年）
  - 3月 - 技術科工作室が完成。
  - 11月 - 調理室が完成。
- 1966年（昭和41年）3月 - ブラスバンドを創設。
- 1967年（昭和42年）9月 - 西彼町立学校給食共同調理場[4]が完成し、センター方式による完全給食を開始。
- 1969年（昭和44年）1月1日 - 町制施行により、「西彼町立亀岳中学校」に改称。
- 1971年（昭和46年）
  - 3月31日 - 西彼町立大串中学校との統合（西彼町立西彼中学校の新設）により閉校。
  - 4月1日 - 統合新校舎が完成するまでの間、「西彼町立西彼中学校 亀岳校舎」として校舎の使用を継続。

統合・西彼中学校
- 1971年（昭和46年）4月1日 - 上記の2校が統合され、「西彼町立西彼中学校」が設置される。
  - 新校舎が完成するまでの間、旧2校の校舎を「大串校舎」・「亀岳校舎」として使用を継続（2校舎制）をとる。
- 1972年（昭和47年）
  - 4月 - 現在地に新校舎が完成したため、大串・亀岳両校舎の生徒が移転を完了。これにより、旧2校舎を廃止。
    - 16学級（各学年5学級、特殊1学級）で授業を開始。
    - 旧両校のPTAを統合し、西彼中学校PTAが発足。

  - 5月 - 管理室と特別教室が完成。
  - 8月 - 運動場を整備。
  - 9月 - 校章を制定。
- 1973年（昭和48年）
  - 7月 - 体育館が完成。
  - 12月 - 校旗を制定。
- 1974年（昭和49年）2月 - 校歌を制定。
- 1975年（昭和50年）
  - 10月 - 校門が完成。
  - 11月 - 「西彼中学校前」が設置され、長崎バス（長崎自動車）が校内乗り入れを開始。
- 1978年（昭和53年）4月 - 運動場を改修。
- 1981年（昭和56年）3月 - 運動場の両側に植樹を行う。
- 1982年（昭和57年）6月 - 自転車置き場を設置。
- 1992年（平成4年）
  - 2月 - 第1回立志式を開催。
  - 3月 - 前庭に築山が完成。西彼町花のヤマモモを植栽。
- 1993年（平成5年）10月 - テニスコートを新設。
- 1994年（平成4年）
  - 1月 - 校訓を制定。
  - 2月 - パソコン室が完成。
  - 8月 - 第1回西彼町中学生友好訪中使節を実施。
- 1996年（平成8年）7月 - 地区PTAを開始。
- 2005年（平成17年）4月1日 - 西海市の発足により、「西海市立西彼中学校」（現校名）に改称。

## 部活動
運動部
- 陸上部
- バスケットボール部
- ソフトテニス部
- バレーボール部
- バレーボール部
- 野球部
- 剣道部
- バドミントン部

文化部
- 美術部
- 音楽部

## 交通アクセス
最寄りのバス停
- 長崎自動車（長崎バス）長崎市街地より1番石原もしくは大串行きのバスに乗車し、「西彼中学校前」バス停で下車。

最寄りの道路
- 国道206号沿い

## 周辺
- 西海市役所 西彼総合支所
- 長崎オランダ村
- 西彼総合体育館
- 西彼農村環境改善センター
- 中の島集会所

## 参考資料
- 「西彼町郷土誌」（2003年（平成15年）3月1日発行, 西彼町教育委員会）